# Чиффлет, Сильвия
Сильвия Чиффлет — уругвайская исследовательница, специализирующаяся на биохимии. Получила докторскую степень в области медицины в 1980 году и в области клеточной биологии в 1995 году в Республиканском университете. В 2008 году получила Премию L’Oréal-ЮНЕСКО для женщин в науке.

## Карьера
Сильвия Чиффлет получила степень магистра медицины в 1980 году в Республиканском университете. С 1983 по 1984 год она была научным сотрудником Колумбийского университета.
С 1990 по 1996 год она была доцентом кафедры клеточной биологии медицинского факультета Республиканского университета. С 1994 по 1955 год была приглашённым доцентом Корнелльского университета.
В 1995 году она получила докторскую степень по клеточной биологии, также в Республиканском университете.
Руководила несколькими исследовательскими проектами в качестве главы лаборатории клеточной биохимии кафедры биохимии медицинского факультета Республиканского университета.
Среди актуальных тем исследований — изучение «молекулярной природы механизмов, опосредующих взаимодействие между потенциалом плазматической мембраны и организацией цитоскелета в транспортном эпителии».

## Награды
В 2008 году получила премию L’Oréal-ЮНЕСКО «Женщины в науке» за проект «Клеточные и молекулярные механизмы заживления ран в культивированном эпителии».